# King Biscuit Time
King Biscuit Time ist eine amerikanische Radioshow, die seit 1941 vom Sender KFFA in Helena, Arkansas gesendet wird. Sie ist damit eine der ältesten Radiosendungen in den USA.

## Geschichte
Der im November 1941 gegründete Sender bot Bluesmusikern eine Zeitschiene an, wenn sie einen Sponsor zuließen. Dieser Sponsor war die Interstate Grocer Company, die King Biscuit Flour vertrieb. So erhielt die Sendung ihren Namen. Am 21. November 1941 ging die King Biscuit Time erstmals auf Sendung. Sie wurde mit den Worten: „Pass the biscuits, cause its King Biscuit Time!“ eröffnet. Die erste Sendung wurde von Sonny Boy Williamson II. (Rice Miller) und Robert Lockwood junior bestritten, die den Kern der Studioband bildeten, die sich „King Biscuit Entertainers“ nannte. Um diesen Kern gruppierten sich verschiedene Musiker. Sonny Boy Williamson verließ die Sendung 1947, kehrte aber 1965 kurz vor seinem Tod zurück. Zu den Künstlern, die im Laufe der Zeit in der Show auftraten gehörten unter anderem Little Walter, Jimmy Rogers und Houston Stackhouse.
King Biscuit Time wurde über 15 000 mal gesendet und übertrifft damit andere Sendungen wie die Grand Ole Opry und American Bandstand. Seit 1951 wird die Sendung von „Sunshine“ Sonny Payne präsentiert und bis heute ist die Sendung bei Bluesmusikern beliebt. Zu hören ist sie um 12.15 Uhr Ortszeit an jedem Wochentag auf KFFA. Nach der Ausstrahlung stehen die Sendungen im Internet zum Download bereit.

## Einfluss
Die Sendung kann im ganzen Mississippidelta gehört werden und inspirierte große Bluesmusiker wie  B.B. King, Robert Nighthawk, James Cotton und Ike Turner. Helena wurde durch die Sendung ein wichtiges Zentrum der Bluesmusik. Aber auch die afro-amerikanische Musik im Allgemeinen erhielt durch die Sendung einen Anstoß. 1947 wurde der erste schwarze Diskjockey im Süden notiert und WDIA in Memphis wurde die erste Station mit einer schwarzen Belegschaft, darunter auch B. B. King. Inzwischen hat die Radiosendung vier Generationen von Bluesmusikern und drei Generationen von Rockmusikern aus dem Delta beeinflusst. Levon Helm, Schlagzeuger von The Band, bezeichnete die King Biscuit Time, insbesondere den Drummer James Peck Curtis, als Antrieb für seine musikalische Karriere.

## Verwandte Projekte
Ein Ableger der Sendung ist die King Biscuit Flower Hour Show, einem Format für Rock-’n’-Roll-Musik. 1986 fand das erste King Biscuit Blues Festival statt, das zwischenzeitlich in Arkansas Blues and Heritage Festival umbenannt wurde, heute aber wieder seinen ursprünglichen Namen trägt. Donald Wilcock gibt ein Magazin unter diesem Namen heraus, das Interviews und Biographien von wichtigen Blueskünstlern bringt.